# احمد حسن البکر
احمد حسن البکر (۱ ژوئیه ۱۹۱۴ – ۴ اکتبر ۱۹۸۲)، چهارمین رئیس‌جمهور عراق بود که از سال ۱۹۶۸ تا ۱۹۷۹ پست ریاست جمهوری عراق را در اختیار داشت. او از اعضای برجسته حزب سوسیالیست انقلابی بعث اعراب و سپس حزب بعث عراق بود که از بعثیسم حمایت می‌کرد.
حسن البکر اولین بار پس از انقلاب ۱۴ ژوئیه که سلطنت عراق را سرنگون کرد، به شهرت رسید. در دولت تازه تاسیس، او درگیر بهبود روابط عراق و شوروی بود. در سال ۱۹۵۹ مجبور به استعفا از ارتش عراق شد زیرا دولت وقت عراق او را به فعالیت های ضد دولتی متهم کرد. پس از استعفای اجباری رئیس دقتر نظامی حزب بعث عراق شد. او از این طریق به عضو گیری با آرمان بعثی پرداخت.حسن البکر نخست وزیر قاسم را در انقلاب رمضان سرنگون کرد و دولت ائتلافی بعث-ناصریست به وجود آورد. البکر در این دولت نوپا ابتدا به عنوان نخست وزیر و سپس به عنوان معاون اول رئیس جمهور منصوب شد. پس از سقوط دولت ائتلافی به دست ناصریست‌ها در کودتای نوامبر ۱۹۶۳ البکر و حزب بعث عراق به فعالیت های زیرزمینی روی آوردند و به منتقدان و دشمنان سرسخت دولت تبدیل شدند. در این دوره او به عنوان دبیرکل شاخه عراق حزب بعث انتخاب شد و صدام حسین را به معاونت خود منصوب کرد. او و حزب بعث در کودتای ۱۷ ژوئیه دوباره قدرت را به دست گرفتند. پس از کودتا، او به عنوان رئیس شورای فرماندهی انقلاب و رئیس جمهور انتخاب شد. او بعدا مقام نخست وزیری را نیز کسب کرد. همچنین صدام معاون حزب بعث عراق، نایب رئیس شورای فرماندهی انقلاب و معاون رئیس جمهور شد و مسئولیت سرویس امنیتی عراق را بر عهده گرفت. در زمان حکومت البکر، عراق به دلیل بالا رفتن بین المللی قیمت نفت، از نظر اقتصادی رشد کرد (که موقعیت آن را در جهان عرب تقویت کرد)، رفاه زندگی عراقی‌ها را افزایش داد، اصلاحات ارضی انجام شد و ثروت به صورت مساوی تقسیم شد. البکر در دهه ۱۹۷۰ به تدریج قدرت خود را از دست داد، زیرا صدام از طریق سرویس های امنیتی موقعیت خود در حزب و دولت را تقویت کرد. در سال ۱۹۷۹، البکر به «دلایل بهداشتی» از تمام مناصب دولتی استعفا داد. او در ۴ اکتبر ۱۹۸۲ درحالی که بیماری داشت توسط صدام حسین با داروی مسموم به قتل رسید

## اوایل زندگی و کار
او در ۱ ژوئیه ۱۹۱۴ در تکریت، که در آن زمان جزئی از امپراطوری عثمانی بود به دنیا آمد. او از طایفه ابوبکر از شاخه آل بجات از قبیله آل بو ناصر بود. پدرش حسن بکر عمر در سال ۱۹۳۸ از دنیا رفت.
در همان سال وی پس از گذراندن شش سال به عنوان معلم دبستان وارد دانشکده نظامی عراق شد. او در اوایل دوران نظامی خود در شورش نافرجام رشید عالی الگیلانی علیه بریتانیا در سال ۱۹۴۱ شرکت کرد و به زندان افتاد و از ارتش اخراج شد. پس از ۱۵ سال تلاش برای اعاده حیثیت، البکر در سال ۱۹۵۶ دوباره به ارتش عراق بازگشت و در همان سال به عضویت شاخه عراق حزب سوسیالیست عرب بعث درآمد. در سال ۱۹۵۷ به درجه سرتیپی منصوب شد. در همین زمان با جنبش افسران آزاد و غیرنظامیان ارتباط گرفت.
او در خلال انقلاب ۱۴ ژوئیه به سرنگونی سلطنت هاشمی عراق و به قدرت رسیدن عبدالکریم قاسم کمک کرد. او در دوران حکومت قاسم دوره کوتاهی در کانون توجه عمومی قرار داشت و عراق را از پیمان بغداد خارج کرد. همچنین او نقشی کلیدی در بهبود روابط دوجانبه عراق و شوروی داشت. در سال ۱۹۵۹، یک سال پس از کودتا، البکر بار دیگر مجبور به بازنشستگی از ارتش شد، به این اتهام که او شورش ضد دولتی در موصل را  رهبری کرده است. با این وجود، البکر جایگاه خود را در شاخه عراق حزب سوسیالیست بعث عرب حفظ کرد.
در اواخر دهه ۱۹۵۰، زمانی که صدام به عضویت حزب بعث درآمد، این دو با یکدیگر ملاقات کردند. رابطه نزدیک آنها در آینده به دلیل دایی صدام، خیرالله طلفاح امکان پذیر شد. صدام در ابتدا فقط یک عضو ساده حزب بعث بود، اما با کمک حسن البکر به عضویت فعال درآمد.
به دلیل سیاست سرکوبگرانه دولت قاسم در قبال مخالفان، علی صالح السعدی، دبیر کل شاخه عراق حزب سوسیالیست عرب بعث، حزب را مجددا سازماندهی کرد و در ۲۴ دسامبر ۱۹۶۲ تظاهراتی سراسری را علیه دولت قاسم آغاز کرد. در هر حال رفتار دولت با مخالفان بهتر نشد. به همین علت (یعنی شکست تظاهرات مسالمت آمیز) هر سال چند تن از رهبران حزب بعث عراق برای طراحی کودتا علیه قاسم به بیروت سفر می کردند. طرح آنها به صورت ساده در «ایجاد یک شبکه پشتیبانی از حزب بعث در ارتش» خلاصه میشد.

## یادداشت
1. ↑  که ترکیبی از ناسیونالیسم عربی و سوسیالیسم بود.
2. ↑  این دولت کمتر از یک سال دوام داشت و در کودتای نوامبر ۱۹۶۳ به دست ناصریست‌ها سرنگون شد.
3. ↑  رهبر دفاکتو
4. ↑  که زمینه ای برای اقتصاد سوسیالیستی دهه ۱۹۸۰ تحت رهبری صدام شد.
5. ↑  که توسط افسرانی که طرفدار روابط نزدیک‌تر با جمهوری متحده عربی بودند، به راه افتاده بود.
6. ↑  که به تازگی در آن عضو شده بود.[۵]
7. ↑  که پسردایی حسن البکر بود.[۷]
8. ↑  رهبر دفاکتو
9. ↑  با همراهی دیگر مخالفان دولت